# 富田村 (兵庫県)
富田村（とみたむら）は、兵庫県加西郡にあった村。現在の加西市中心部の北西一帯にあたる。

## 地理
- 山岳：深山（北緯34度58分14.5秒 東経134度48分33.3秒 / 北緯34.970694度 東経134.809250度） - 標高：408.0m[1]。
- 河川：下里川
- 池：村内で一番面積の大きい大池（北緯34度57分00.5秒 東経134度48分11.0秒 / 北緯34.950139度 東経134.803056度）をはじめ野池[2]が点在する。大池は2017年現在、水上ゴルフ練習場になっている[3]。

## 歴史
- 1889年（明治22年）4月1日 - 町村制の施行により、谷村・西谷村・畑村・窪田村・吸谷村・西上野村・市村・坂本村（坂元）・福居村・谷口村・吉野村の区域をもって発足。
- 1955年（昭和30年）1月15日 - 北条町・賀茂村・下里村と合併し、改めて北条町が発足。同日富田村廃止。

## 交通

### 道路
現在は旧村域に中国自動車道の加西サービスエリアが所在するが、当時は未開通。